# Hemilea infuscata
Hemilea infuscata är en tvåvingeart som beskrevs av Erich Martin Hering 1937. Hemilea infuscata ingår i släktet Hemilea och familjen borrflugor. Inga underarter finns listade i Catalogue of Life.